# 红足修猛蚁
红足修猛蚁（学名：Pseudoneoponera rufipes）又称红足穴猛蚁或红足厚结猛蚁，是蚁科、猛蚁亚科、修猛蚁属之下的一个物种。该物种可以同时靠有性工蚁和拟工蚁繁殖，但在野外的大多数蚁群都是靠有性工蚁繁殖的，很少出现由拟工蚁掌控的群落。

## 亚种
该物种包括以下亚种：
- 红足修猛蚁锡兰亚种 Pseudoneoponera rufipes ceylonensis Forel, 1911[2]

## 分类
该物种原属于穴猛蚁属（学名：Bothroponera），原名红足穴猛蚁，后来被改入厚结猛蚁属（Pachycondyla，红足厚结猛蚁），到最后才被改入修猛蚁属（Pseudoneoponera），正式更名为红足修猛蚁。

## 描述
该物种体型十分庞大。工蚁体长在15mm~18mm之间不等，拟工蚁体型会更大一点。其外骨骼有种磨砂感。体色主要呈现暗黑色。上颚、触角柄节、触角脊基部和足部呈现栗红色，唇基红黑色，触角鞭节红黑到暗黑色，腹部后端 2-3节呈浅铁锈色；全体密被淡黄白色细柔毛，和粗长的淡红黄色竖毛。头部、胸部和腹柄结节的前部和上部有粗糙的筛状刻点；腹部基部两节多皱，有明显粗糙的纵脊，纵脊之间有粗糙的刻点，端部几节有细刻点，其上有淡红黄色长粗毛。头部除上颗外呈四方形，上颚和头的侧角连接，分开较宽；上颚宽，三角形，咀嚼缘略长于内缘，上颚表面有不太明显的细纵条纹，有明显的粗、浅刻点；咀嚼缘的齿常常磨损或退化；唇基横形，在触角脊之间呈角状延伸，唇基纵脊明显凸起，宽粗且长，光滑，唇基前缘弓形，中部略，唇基后缘有一缝为界；额区不清楚；触角脊短，基部増宽，层状，覆盖触角基部，触角脊中央纵沟明显，较深，前方与唇基脊几乎邻接。触角被稠密短柔毛，有很细的微皱，暗色，膝状，12节，鞭节丝状，逐渐向端部加粗；复眼较，位于头侧中线稍前方，后头略微凹，凹缘的前方边缘和后头侧角圆形。胸部粗壮，前部与头等宽，上方凸；胸背板无刺、无齿，中胸前侧片与腹板不分开，前中胸背缝清楚，中后胸背缝退化；后胸背板无刺端部平截面凹形，光滑发亮，其上方和两侧具明显的边，足暗红色、较长而粗，腿节和胫节圆筒形，有浓密的长绒毛和短柔毛，后基节无刺，后胫节有二距，梳状。腹柄1节，能活动，腹柄和柄后腹之间具一活动关节，腹柄结节无背刺，结节约与后胸背板等高，宽约为其本身长的2倍，前、上方凸圆，上方略平，后缘上方有不整齐的钝刺状突起，但不很尖；结节后面深凹，光滑发亮；腹部很粗，圆筒形，基部两节之间收缩十分明显，蓄针粗大突出。
该物种的种群数量在几十到几百只左右。属于多后制，一个蚁群可以容纳多只有性工蚁或拟工蚁。

## 泡沫（杜氏腺液）
当它们遇到危险时会把腹部对向敌人，并将由杜氏腺混合出的白色泡沫从腹部尖端射向敌人，该攻击方式可以使小型蚂蚁窒息而亡，同时可以驱赶与之实力相当的大型蚂蚁，令其失去斗志。这种泡沫含有毒素，当皮肤粘到这种泡沫后便会引起过敏反应。

## 分布地区
该物种的分布地区包含中国，印度，越南，斯里兰卡，缅甸，孟加拉等一些东南亚国家。其巢穴通常建立在森林的阴暗潮湿处。